# Mercedes-Benz OM621
De motor OM621 is, net als de weinig veranderde opvolgers OM615 en OM616 een dieselmotor met voorkamerinjectie en vier cilinders in lijn, ontwikkeld en geproduceerd door Mercedes-Benz.  
Van deze motoren werden voor personenauto's transportbusjes en Unimogs van Mercedes en Hanomag vanaf midden jaren 50 tot in de jaren 90, miljoenen exemplaren gebouwd. Deze motoren zijn vandaag de dag nog in honderdduizenden exemplaren te vinden.
Voorganger van de OM621 was de OM636.
Opvolgers zijn de OM615, OM616 en de OM617 (die zich van de OM616 onderscheidt door een extra cilinder).